# Olhiwka (rejon kachowski)
Olhiwka (ukr. Ольгівка) – wieś na Ukrainie, w obwodzie chersońskim, w rejonie kachowskim, w hromadzie Tawryczanka. W 2001 liczyła 397 mieszkańców, spośród których 349 wskazało jako ojczysty język ukraiński, 41 rosyjski, 2 mołdawski, 1 bułgarski, a 4 inny.